# Исмаил II
Исмаил II је био трећи Персијски шах. На том положају био је 1576 - 1577. После смрти његовог оца шаха Тахмаспа I 1576. године дошло је до борбе за престо између Исмаила и његовог брата Мухамеда Ходабанде. У тој борби за престо победио је Исмаил који је касније постао шах.
Умро је 1577. године, с обзиром да није имао деце наследио га је брат Мухамед Ходабанде.